# トトリのアトリエ 〜アーランドの錬金術士2〜
『トトリのアトリエ 〜アーランドの錬金術士2〜』（トトリのアトリエ アーランドのれんきんじゅつし2）は、2010年6月24日にガストから発売されたPlayStation 3用ロールプレイングゲームである。「アトリエシリーズ」の12作目（外伝的作品を除く）である。

## 概要
前作『ロロナのアトリエ 〜アーランドの錬金術士〜』の終了時から5年後の世界を舞台に、プレイヤーは錬金術士で冒険者の少女トトリとなり、行方不明の母親の手掛かりを求めて冒険の旅に出る。
他のシリーズ作品同様、錬金術がゲームシステムの重要な要素になっていて、採取した材料をアトリエ（工房）に持ち帰り、錬金術により新しいアイテムを作成することができる。キャラクターデザインは、前作に続き岸田メルが担当。前作からPS3になったことでキャラクターの3Dモデル化が実現しているが、前作はデフォルメされたモデルであったのに対し、本作では頭身が岸田のキャラデザインに忠実なモデルになるなど、技術的な向上が見られる。
BGMは新作の他、前作で使われた物も一部流用されている。
2012年11月29日には追加要素を加えたPlayStation Vita用ソフト『トトリのアトリエ Plus 〜アーランドの錬金術士2〜』が発売され、2018年9月20日にはPlayStation 4とNintendo Switch用のソフトとして『トトリのアトリエ 〜アーランドの錬金術士2〜 DX』とアーランドシリーズの『1』『3』をセットにした『アトリエ 〜アーランドの錬金術士1・2・3〜 DX』が発売された。その後、Steam版が2018年12月4日に発売された。

## ゲームシステム
トトリのアトリエはワールドマップ、フィールドマップ、戦闘、調合（錬金術によるアイテム作成）、および、ヴィジュアルノベル的なイベントの5種類の異なるゲームシーンから成りたっている。
ワールドマップには冒険の舞台となる大陸の全体図と町や森などを表すフィールドマップの入り口が表示されており、許されている範囲内で大陸を移動できる。移動するとゲーム内で日数が経過する。また、キャラクターが持つLPポイントが日数経過で消費され、これが少なくなると戦闘でペナルティを負う。
フィールドマップでは町や森などが3次元で表現されており、その中で住民と会話したり、アイテムを収集したり、敵と遭遇したりする。フィールドマップ上ですでに敵が表示される、シンボルエンカウント方式が採用されており、接近して戦うか、遭遇を避けるかを決める事が出来る。敵と接触すると戦闘シーンとなる。
戦闘はターン制で、敵、味方のいずれか一方が全滅するか、逃亡するまで続く。各キャラクターはHP, MP, LPのポイントを持ち、いずれかが0になると気絶する。攻撃やアイテムの使用により、敵にダメージを与えたり、味方を回復させたりできる。今作以降、攻撃を受けた際にキャラが喋るようになった。攻撃力の度合いにより台詞は変化する。
他のシリーズ作品同様、工房で調合（錬金術によるアイテム作成）が行える。ゲーム上に存在するアイテムには「大きな」「使用回数+1」などの特性が付いており、同じ種類のアイテムでも特性の違いにより効果が修正される。今作では、アイテム作成時に材料の持つ特性を任意に選んで引き継ぐことができる（前作まではどの特性が引き継がれるかは、自動で決定されていた）。アイテムには種類ごとに入手・作成の難易度に応じたレベルが設定されており、より有用な特性を引き継ぐためには、より高レベルの材料が要求される。その他に、個々のアイテムには効力の大きさを表す120点満点の品質評価、総合評価を表す6段階のランクがあり、作成時に使用する材料によってアイテムの機能が全く異なるものに変化することもある。なお、前作ではカゴに入っているアイテムしか店で売却が出来なかったが、今作ではコンテナに入っているアイテムも売却可能になった。上述にもあるMPの概念が二作ぶりに復活した。この値が「0」になると調合後、気絶する。
ワールドマップでの移動、フィールドマップでのアイテム収集、戦闘、調合により時間が経過する。ゲーム内時間で最長5年の時間制限があり、その間の行動は自由である。プレイヤーの行動が戦闘、探索、依頼、図鑑の4分野で評価されており、新しい採取地への移動や討伐依頼の達成などで冒険者ポイントを獲得する。ポイントが規定値に達すると冒険者ランクが向上し、新しいフィールドマップの出現やアイテムの登場など、ゲームの要素が解禁されていく。冒険者ポイントはゲームの進行状況の指標ともなっている。
因みにシリーズ第4弾「ルルアのアトリエ」では、本作の拠点となるアランヤ村には過去3作の拠点中唯一、訪れる事が出来ないがワールドマップ上に、実際に訪れる事が可能な採取地のアイコンよりも薄く、アイコンが表示されている。

## 物語とゲームの進行
前作『ロロナのアトリエ』の終了時から5年後の世界を舞台に、プレイヤーは錬金術士で冒険者の少女トトリとなり、行方不明の母親の手掛かりを求めて冒険の旅に出る。冒険者となったトトリは故郷のアランヤ村と冒険者ギルドのあるアーランドの街を拠点にし、未開の地を探索したり、モンスターを討伐したりする。
ゲームは1年目の3月1日から6年目の5月30日までの約5年間を1日単位で進行していく。最初の3ヵ月半はチュートリアル期間:159として行動に制限があるが、その後はほぼ自由行動となる。4年目の6月1日に一定の条件を満たしていないか、6年目の6月1日に到ると、ストーリーの進行状況に関わらずゲーム終了となる。
本作品では前作と異なり、明確なラスボスが存在しており、これを倒すことでストーリーが完結する。ただし、終了日にエンディングを迎えるまでゲームは続行される。エンディングはストーリーの進行状況や、その他のイベントの発生状況などで変化する。上記のラスボスは、あくまでエンディング条件を完了させる要素の一つであり、必ず倒さなければ各エンディングに到達不可能という事は無い。

## 登場キャラクター
- トトリ -  プレイヤーが操作するキャラクター。錬金術でアイテムを作り、使用できる。
- ギゼラ - トトリの母親。長年行方不明になっており、ギゼラの消息を知ることがゲームの目的になっている。彼女の消息さえ知れば、後はラスボスを倒さずとも到達可能なエンディングもあるためペナルティは低い。

戦闘に参加する仲間
仲間は同時に二人まで連れていくことができる。下記のメンバーの他にも追加コンテンツ購入により使用可能になるキャラも居る。詳しくは後述。また、今作では連れて行く時にコールを消費しなくなり、残金の心配はなくなった。
- ジーノ - トトリの幼馴染で冒険者に憧れている少年。ボスキャラクターとの戦闘で強さを発揮する:70。
- メルヴィア - 怪力の女性。攻撃力が高い:71。
- ミミ - トトリの親友となる冒険者の少女。素早さが高い:72。
- マーク - 自称・異能の天才科学者。防御力が高い:73。
- ロロナ - トトリの錬金術の師匠。戦闘能力は低いが、トトリ以外で唯一、戦闘でアイテムを使用できる:74。
- ステルク - 元騎士。攻撃力と防御力が高い最強の仲間:75。

その他
- ゲラルド - アランヤ村の酒場のマスター。トトリに様々な依頼をする。
- フィリー - アーランドの街にある冒険者ギルドの受付嬢。トトリに様々な依頼をする。
- クーデリア - 冒険者ギルドの手続き担当者。トトリの冒険者ランクを審査する。
- ハゲル - アーランドの街の鍛冶職人。武器や防具を作成する。

## 音楽
物語のテーマである「旅」を喚起する要素として、フォルクローレ楽曲の曲調を持たせている。
また、ワールドマップ、フィールドマップのBGM「足跡を辿って」は各場面ごとに異なるアレンジがされており、場面移動時に頭から再生しなおすことなく、切れ目なしに曲が切り替わり演奏される。これを実現するためにテンポ、演奏時間などの要素が各アレンジで同一になっている。

## 評価
初週（発売日から翌日曜6月27日まで）の販売本数は約7万3千本で、前作『ロロナのアトリエ』の約4万1千本（翌週分も合わせて約5万2千本）を上回る（いずれもアスキー総合研究所による発表結果に基づく）。年末までに販売数が10万本を超えた。
岸田メルによるキャラクターデザインが3Dグラフィックスで忠実に再現された。また、見た目の要素によりギャルゲー的な作品としても注目された。
4Gamer.net のレビューでは、「ストーリーが進むにつれて次々と新しいアイテムが調合できるようになるだけでなく、移動できる場所も増えていくため、常にやるべきことが明確であり、飽きが来ない」RPGとして評価された。

## あらすじ
『トトリのアトリエ』では、漁村のアランヤ村に住む少女・トトゥーリア・ヘルモルト（通称：トトリ）が冒険中に行方不明となった母ギゼラを探す旅に出て、錬金術士として、また、冒険者として成長していく物語が描かれる。
冒険者となることを決意したトトリは、冒険者にあこがれる幼なじみの少年ジーノと共にアーランドの街で冒険者登録をする。実際に与えられた冒険者の免許は3年間の期限付きの仮免許であり、免許更新のために一定のポイントを稼ぐ必要があった。
また、トトリは冒険者の少女ミミと出会う。最初は錬金術士が珍しいということで一方的に関心を持たれていたが、しだいにトトリとミミは親友になる。その他に、怪力の冒険者メルヴィアや元騎士のステルク、自称・異能の天才科学者マーク、そして、トトリの錬金術の師匠ロロナ（前作『ロロナのアトリエ』の主人公）が仲間となり、トトリの冒険を手助けしていく。
トトリが冒険者として功をあげていくなか、アランヤ沖に海竜フラウシュトラウトが現れ、船を襲っているといううわさが拡がる。そしてトトリの母も海に出て、船が海竜に襲われていたことを知る。その船は船大工だった父グイードの手によるものだったために、ギゼラが行方不明となって以来、グイードは仕事をしなくなっていた。トトリは海の向こうで生きているかもしれない母を迎えにいくために、父を説得し自分の船を造らせる。ミミや他の仲間とともに、母の後を追って航海する。そして、海竜を倒し、外海に出る。
トトリは、海の向こうの大陸にある最果ての村に辿りつく。この村の近くには悪魔の封印された塔があり、村人は生贄にするために集められたのだという。そこで、母ギゼラは復活しようとしていた塔の悪魔を封印し相討ちになったのだと聞かされる。トトリは父と姉に母の最期を伝えるためにアランヤ村に帰る。
帰りの船路には、悪魔を恐れた村の少女ピアニャが無断でついてきてしまう。ピアニャを連れ出したことを詫びるために再び最果ての村を訪れたトトリは、塔の悪魔の封印が解ける日が近いことを知ることになる。トトリは、塔の悪魔エビルフェイスを戦いをいどみ、完全に滅ぼす。これで母のことで決着をつけたトトリは、自分のためだけの冒険をはじめることにする。

## 登場キャラクターの詳細

### 主人公
トトリ / トトゥーリア・ヘルモルト（Totooria Helmold）
声 - 名塚佳織
本作の主人公。13歳。身長：146cm。
アーランドの外れにある漁村・アランヤ村で、父、姉の3人で暮らす少女。母親は凄腕の冒険者だったが、数年前から行方不明になっており、自身も冒険者になって母親を探す旅に出たいと思っている。
性格は元は内向的だったが、錬金術を始めてから徐々に自信を付けている。周囲の人から親しまれている。普段は大人しいが思った事をすぐ口に出す為、無自覚ながらも相手を傷つける事もしばしば。またネーミングセンスに難が有り(2回目以降のちむ生成時に発覚)師匠のロロナがさすがに心底から困惑する程。また、このネーミングセンスが後の作品におけるある事件に関係してくることになる。
必殺技は覚えないが、戦闘中でアイテムを使える数少ないメンバー。更にスキル「デュプリケイト」で、能力が劣化するもののアイテムを消費することなく使用可能。
彼女の服装は露出度がやや高めであるが、「見えてしまってもいいものとしてしまえばよい」（岡村）「レオタードだから問題ない」（岸田）などと主張され、本作のレーティングに影響を与えることはなかった。
「ネルケと伝説の錬金術士たち」では、本作の姿でロロナやメルル、その他の錬金術士達と共演。岸田メルのイラストを除き、これまで彼女はロロナやメルルと共演する際は、アトリエクエストボード含め次作の姿のみであった為、本作の姿での共演は初となる。

### 同行者
ジーノ・クナープ（Jeeno Knab）
声 - 三瓶由布子
トトリの幼馴染の少年。14歳。身長：155cm。
冒険者になって大活躍したいという夢を持っており、修行と称してよく村の近くを出歩いている。明るく直向きな性格。
ストーリーが進むと、ステルクに頼み込んで弟子入りする事になる。
トトリ以上に場の空気を読まない発言が多く、相手が気にしていることでも容赦なく口にする。
ボス戦になると強くなり、イベントを進めることでスキルや必殺技を覚えて行く。
メルヴィア・ジーベル（Mervia Siebel）
声 - 新谷良子
トトリの村の先輩冒険者。18歳。身長：168cm。
ツェツィの親友で幼馴染。トトリにとっては、もう1人の姉のような存在。
明朗快活で楽天的な性格。少し褐色の肌をしており、スリットの入ったミニスカートにブラジャーと露出度の高い格好をしている。巨大な鉄斧を片手で振り回す程の生来の怪力を誇り、冒険者としての腕も相当だが、面倒臭がり屋な為、滅多に本気にならない。作中で20歳を迎え、ツェツィと共に初めての酒を飲むが、かなり弱い為一杯飲んだだけで気を失ってしまった。
主に強力な攻撃力で相手を圧倒する戦闘がメインである。反面素早さが遅く、敵の攻撃を避ける確率が低く、防御力も男性キャラには劣るため、中盤以降の強敵には倒されやすい。
ミミ・ウリエ・フォン・シュヴァルツラング（Mimi Houllier von Schwarzlank）
声 - 井口裕香
アーランドの名家の令嬢。14歳。身長：152cm。
自身の出生に誇りを持つが、それを古風と見なされている（アーランドでは元々金で買えるために道楽者の称号にすぎない）事に不満を持ち、自身の名を国中に広めるべく、冒険者になる。
プライドが高く尊大な態度で接するが、実際は実直で努力家。
本心では自身も貴族が名前だけなのは理解しているが、母との思い出のために風化させたくないと思っている。
自分より身分の高い人物や偉人、及びトトリの家族等には畏まった接し方をするが、トトリやジーノ、及び特別身分が高くない人物に対してはつっけんどんに接する。
しかし、ロロナには普段トトリに対して見せている一面がすぐにばれてしまう(ロロナに『くーちゃん(クーデリア)に似ている』と言われ思わず怒鳴ってしまい(事実、身分階級やツンデレな性格などの共通点がある)、トトリから「あっちが本当のミミちゃん」と教えられたため)。
スピード重視の戦闘がメインであり、回避率も高い。攻撃力、防御力は低めである。
マーク・マクブライン（Marc McBrine）
声 - 千葉進歩
機械オタクの科学者。22歳。身長：172cm。
自称：異能の天才科学者・プロフェッサーマクブライン。
遺跡から機械を発掘して改造している。その腕前は確かで、ストーリーが進むと乗り物を改造して移動速度の改善をしてくれる事も。
外向的な性格で、特に子供達には人気がある。自身も、発明品を素直に喜んでくれる子供が好きであるが、トトリに指摘されるまで気づかなかった。
睡眠効果を持つ攻撃スキルを持つなど、フィジカル面のスペックは低めでサポート向けのキャラ。
ロロナ / ロロライナ・フリクセル（Rororina Fryxell）
声 - 門脇舞以
前作『ロロナのアトリエ』の主人公。22歳。身長：153cm。
前作から様々な経験を積んで、精神的に逞しくなったが、ドジで天然ボケな性格は相変わらずで、前作の重圧から解放されてタガが外れたと言われる程、行動が危なっかしくなっており川に落ちて流されてきたところを、トトリの父親に文字通り一本釣りされてしまう。気紛れで怠け者の師匠であるアストリッドと違い、仕事に関しては真面目で弟子であるトトリを可愛がっており、師弟仲も良いが、ドジで不幸体質な部分が災いし、師匠として頼りない部分が目立つ。
錬金術の腕前は稀代の錬金術士と呼ばれるほどに成長し、各地を旅して多くの人に錬金術を教え、何人か弟子も取ったが教え方が我流で調合はセンスと感覚で行う独自のぐるぐる理論であるため、トトリ以外には理解されずことごとく弟子は脱落した。この事から錬金術を教える事に自信を無くしている。
師匠のアストリッドを捜しているが、行方は分からず。
戦闘能力は通常攻撃が範囲技であるのに加えアイテムが使用可能という、実質トトリのパワーアップ版に近いキャラである。
ステルク / ステルケンブルク・クラナッハ（Sterkenburg Cranach）
声 - 小杉十郎太
アーランドの騎士。33歳。身長：185cm。
子供に泣かれる程の強面。前国王ジオの行方を捜している。王探しのためなどで多くの伝書鳩を飼っている。この鳩は人語を理解するらしく、ステルクに仕込まれてロロナの名前が言えるようになっていたりする（ロロナに頼み込まれたため）。ステルク自身も鳩の意思を理解。
騎士マニアというべき性格で、お嬢様を守るという騎士らしい仕事でテンションが上がったり護るべき対象であるロロナやトトリが自分より強くなって落ち込んだりしている。
ロロナに対して好意を抱いており彼女に関するイベントでは挙動が怪しくなるが、ロロナは気づく気配もない。
ゲーム屈指の前線キャラであり、こと攻撃することに関しては隙がない。

### 主人公の親族
ツェツィ / ツェツィーリア・ヘルモルト（Cecilia Helmold）
声 - 今井麻美
トトリの姉。18歳。身長：156cm。
家では家事全般を担っている。優しく真面目でしっかり者だがかなりのシスコンで、妹・トトリを大切にするあまり厳しい態度を取り、その結果トトリと喧嘩し、自分が傷つく事も多々ある。また、ご飯も作らなくなる為、家族は空腹になる事も。
トトリを含めて生粋の可愛いものが好きであり、周囲に迷惑をかけることもある。トトリがあまりにも長い間家に帰って来ないと気性が荒くなってしまう。メルヴィアと共に作中で20歳を迎え、彼女と共に酒を飲む。メルヴィアと反対に酒には強く、荒れ狂う様子も見られないが、41杯も飲んでなおもまだ飲もうとした為、ゲラルドはトトリに何とかして欲しいと頼む程であった。
ダウンロードコンテンツを購入すると、パーティーキャラとして同行してもらうことが可能。トトリの使用するアイテムの効果を高める特殊なアシストを行う。標準搭載となっているVita版では、あるイベント発生後雇えるようになる。
グイード・ヘルモルト（Guid Helmold）
声 - 浜田賢二
トトリとツェツィの父親。37歳。
呑気で怠惰な性格。存在感が薄く、家族ですら間近にいても発言するまで気づかれず｢注意深く観察すれば見つかる｣と言われるほど。仕事をせず、釣りなど気ままな生活を送る。
元々は船職人であり、ギゼラが旅立つ際にもその腕を奮っていたが、海からギゼラが帰ってこなくなったため造らなくなってしまった。存在感が薄いのはそのせいである。後にトトリに頼み込まれて船を作る事を決意するが、その際はかつての血が騒ぎ、言葉遣いが少々荒くなり顔付も凛々しくなった。しかしトトリが最初に帰って来た時は、元の存在感の薄い父親に戻っていた。
ギゼラ・ヘルモルト（Gizzla Helmold）
声 - 飛志津ゆかり
トトリとツェツィの母親。35歳。
良くも悪くも名を轟かせた凄腕の冒険者。問題を多数引き起こすが、何故か周りの人からは慕われていた。豪胆で口は悪いが、正義感は強い。
数年前から行方不明になっていて、彼女の行方を探し出すことが、トトリの大きな目標となっている。トゥルーエンドではある人物によって救われ、生存しており、続編の「メルルのアトリエ」では、メルヴィアとコンビを組んでいるらしい。

### アランヤ村の人々
ゲラルド・コーネフ（Gerhard Konev）
声 - 立木文彦
酒場のマスターをする初老の紳士。45歳。
客入りはあまり良くなく、副業として冒険者ギルドから、フロントクエストの一部を仲介している。
なんとか客入りを増やそうと、トトリに頼んで新しいお酒を考えてもらう。しかし、インパクトのあるお酒にこだわりすぎてすさまじい方向へと暴走していく。
パメラ・イービス（Pamela Ibis）
声 - 谷井あすか
雑貨店「パメラ屋」を営む女性。外見年齢：17歳前後。
のんびり屋であまり物事を深く考えない性格。外見は若いが、経歴は不明で、アーランドからやってきていつの間にか店を開いていた。
元々はとあるダンジョンに置かれていたぬいぐるみに宿っていた幽霊。本作では、服のデザインが変更されていて、人間サイズのぬいぐるみに憑依することで生身の身体を持っている（本体の服は前作のままである）。この人形は出入り自由であり、寝る際は以前憑依していたクマのぬいぐるみに憑依する。
ペーター・リーツ（Peter Lietz）
声 - 菊池英博
アランヤ村・アーランド間を走っている馬車の御者。21歳。
のんびり屋でヘタレな青年。ツェツィに想いを寄せているが、その性格から顔も合わせられない。
面倒くさいと思うと馬車の運賃を高額にしてしまう為、メルヴィアやトトリからはあまり良く思われていない。

### アーランドの人々
クーデリア・フォン・フォイエルバッハ（Cuderia von Feuerbach）
声 - 喜多村英梨
冒険者ギルドの受付嬢。21歳。身長：139.8cm。
ロロナの親友。前作より大人びているが、体型と性格はほとんど変わってない。身長に関しては今でも気にしており、その事に触れられると怒り出す。
かつて散々な目に遭わされたギゼラに対しては良い感情を持っていない。
ダウンロードコンテンツを購入すると、パーティーキャラとして同行してもらうことが可能。ロロナがいる事で強くなる事に加え、前作同様に低耐久だが高火力・広範囲攻撃を誇る。前作では通常攻撃は直接殴り、スキルではボディガードを召喚するものだったが、今作では全攻撃にピストルを使用する。
イクセル・ヤーン （Yksel Jahnn）
声 - 立花慎之介
「サンライズ食堂」の店主。23歳。
ロロナの幼馴染。若くして優れた料理の腕を持つ。気さくな性格だが、料理への情熱は熱い。
今作ではトトリに料理の基礎を教える事になるが、教え込んだ後に料理勝負を仕掛けるなど、勝負事に対しては大人げない側面も。
ダウンロードコンテンツを購入すると、パーティーキャラとして同行してもらうことが可能。最初から回復スキルを持つ唯一の存在。スキルは基本的に前作同様だが、前作から攻撃スキルの名前が変更された。
ハゲル・ボールドネス（Haggel Baldness）
声 - 立木文彦
「漢の武器屋」の店主。47歳。
強面な顔とは裏腹に、割と親切で気さくな性格。かつては、自分の名前と頭について、気にかけていたが現在は若干の未練はあるものの、吹っ切れている。
鍛冶の腕は確かなものの、センスに少々難がある。
ティファナ・ヒルデブランド（Tifana Hildebrand）
声 - 大垣理香
「ロウとティファの雑貨店」の店主。31歳。
実年齢の割に、若々しく美人な為、男性には人気がある。おっとりとした性格だが、商売面はかなり強か。10年程前に夫を亡くしている。
エスティの繋がりで、フィリーの相談相手にもなっている。酒癖の悪さは本作も健在。
フィリー・エアハルト（Filly Erhard）
声 - 大垣理香
冒険者ギルドの新人受付嬢。21歳。
前作のエスティの妹で、顔は姉と似ているが、性格は内向的で人見知り。姉が婿探しの旅に出た為、止む無く代行する事になった。その為、仕事へのやる気は無く、ドジでミスが多い。フロントクエストの受付担当。
姉と同様、他人の色恋沙汰が好きで、特殊な性癖（百合趣味）があり、妄想が過ぎて怒られる事も。
なお、エスティは次回作『メルルのアトリエ 〜アーランドの錬金術士3〜』で再登場し、成長した彼女と共演した。
ちむ
声 - 三瓶由布子（男）、谷井あすか（女）
ロロナがトトリの為に造ったホムンクルス。「ちっちゃいほむちゃん」を略してロロナが命名した。
仕事の手伝いをしてくれる。オリジナルのホムとは違い、表情豊かだが会話は出来ない。ゲームでは最大5人まで作れる。仕事の燃料はパイ。
まるで昭和のガチャマシンのような形をした「ほむちゃんホイホイ」と呼ばれるホムンクルス自動生成装置を使い(装置はロロナが材料をこっそりアトリエ内に持ち込んで組み立てられた)、生命の水と呼ばれるレアアイテムとちむの素を組み合わせることで生み出される。最初の生成時に「ほむちゃんホイホイ」の動作不良を経て大量発生するイベントがある。ちむの素の詳細は不明だが、説明を求められたロロナが赤面しながら｢大人になったら教える｣と言っているので、本来のホムンクルスの材料と同じである可能性が高い。
その能力は、時間はかかる半面どんなアイテムでも特性・品質を含めて完全に複製するというものである。

### 最果ての村の人々
ピルカ（Pilca）
声 - 塩川みほ
最果ての村の長老。60歳。
アーランドと海を隔てた村に住む老婆。この村は塔に封印された悪魔に捧げられた生贄が集まった村であり、明確な名前が存在しない。本人は既に諦めているが、子供には長生きしてほしいと思っている。
ゲーム中で足取りを追える中では、ギゼラが最後に会った人物。
ピアニャ（Piana）
声 - あきやまかおる
最果ての村に住む少女。11歳前後。
トトリにこっそりついてきて、アランヤ村までやってくる。
性格は無邪気で人懐っこく呑み込みが早い為、早々にロロナから錬金術を習得してしまったりツェツィに可愛がられたりしている（ただししつこく付きまとうツェツィは苦手らしい）。そのため、彼女を気に入っているトトリは二人に嫉妬することもある。

## 主題歌
オープニングテーマ「Pilgrimage」
作詞・作曲・編曲 - 中河健 / 歌 - 山本美禰子
エンディングテーマ「Dia」
作詞・作曲・編曲 - 柳川和樹 / 歌 - mao

## スタッフ
- プロデューサー - 井上忠信
- ディレクター - 岡村佳人
- シナリオ - 鈴木俊行
- キャラクターデザイン - 岸田メル
- 作曲 - 中河健、柳川和樹